# Tranatocètids
Els tranatocètids (Tranatocetidae) són una família extinta de cetacis misticets que tingueren una distribució cosmopolita entre el Miocè inferior i el Pliocè superior. Se n'han trobat restes fòssils a Àustria, Bèlgica, Bòsnia i Hercegovina, Croàcia, Dinamarca, Eslovàquia, els Estats Units, França, Itàlia, els Països Baixos, Portugal, el Regne Unit, Rússia i Xile. El seu caràcter distintiu és la particular configuració telescòpica dels ossos rostrals, que passen per davant dels frontals o els divideixen i estan en contacte amb els parietals i els nasals, de manera que els maxil·lars queden dividits al vèrtex.